# 6. domobranski ulanski polk (Avstro-Ogrska)
Za druge 6. polke glejte 6. polk.
6. domobranski ulanski polk (izvirno nemško k.k. Landwehr Ulanen Regiment Nr. 6; dobesedno slovensko: Cesarski kraljevski domobranski ulanski polk št. 6) je bil konjeniški polk avstro-ogrskega Domobranstva.

## Zgodovina

### Prva svetovna vojna
Njegova narodnostna sestava leta 1914 je bila sledeča: 60% Nemcev, 39% Čehov in 1% drugih.
Naborni okraj polka je bil v Pragi, pri čemer so bile polkovne enote garnizirane v Welsu.

## Poveljniki polka
- 1898: Joseph Laube[1]
- 1914: Ferdinand von Habermann[2]